# Bataille du réservoir de Chosin
Guerre de Corée
Batailles
Offensive nord-coréenne :

(juin 1950 - septembre 1950)
- Pokpung
- Chuncheon
- Séoul (1re)
- Busan (navale)
- Chumunjin
- Osan
- Pyeongtaek
- Cheonan
- Chochiwon
- Daejeon
- Sangju
- Yongdong
- Hwanggan
- Notch
- Périmètre de Busan

Contre-offensive de l'ONU :

(septembre 1950 - octobre 1950)
- Incheon
- Bombardement de Pyongyang
- Pyongyang

Intervention chinoise :

(octobre 1950 - avril 1951)
- Onjong
- Unsan
- Chongchon (Wawon)
- Réservoir de Chosin
- Évacuation de Hŭngnam
- Séoul (3e)
- Twin-Tunnels
- Jipyeong-ri
- Imjin
- Kapyong

Impasse :

(août 1951 - juillet 1953)
- Crèvecœur
- Fleuve Han
- Opération Commando
- Maryang San
- Suncheon
- Barrage de Sui-Ho
- Triangle Hill
- le Crochet
- Fleuve Samichon
- Armistice de Panmunjeom

Post armistice :
- Raid sur la Maison Bleue
- Attaque de l'EC-121
- Incident du peuplier
- Infiltration de Gangneung
- Guerre du crabe

La bataille du réservoir de Chosin (Bataille du lac Changjin) (en chinois : 长津湖战役) est une bataille pendant la guerre de Corée, opposant du 27 novembre au 13 décembre 1950 l'Armée des volontaires du peuple chinois aux forces des Nations unies.

## Faits antérieurs (année 1950)

### L'agression nord-coréenne
Dans les heures précédant l'aube du 25 juin 1950, sous le couvert d'une formidable attaque d'artillerie, 135 000 Nord-Coréens franchirent la frontière entre les deux Corées. Le gouvernement nord-coréen prétexta que des troupes commandées par le « traître et bandit » Syngman Rhee avaient traversé le 38e parallèle, et que par conséquent le Nord avait été obligé de riposter « à une grave provocation des fantoches de Washington », selon les termes du quotidien communiste français L'Humanité du lendemain,.
L'attaque nord-coréenne est dévastatrice. Les deux tiers au moins de la petite armée sud-coréenne (à peine 38 000 hommes répartis sur 4 divisions d'infanterie) sont alors en permission, laissant la Corée du Sud largement désarmée. Les Nord-Coréens attaquent en plusieurs endroits stratégiques, parmi lesquels Kaesong, Chunchon, Uijongbu, et Ongjin. En quelques jours, les forces sud-coréennes, largement surpassées en nombre et en puissance de feu, cèdent et battent en retraite. Tandis que l'attaque au sol progresse, l'armée de l'air nord-coréenne bombarde l'aéroport de Gimpo à Séoul où se trouvent les 22 avions de liaison et d'entraînement de l'aviation sud-coréenne. Séoul est prise dans l'après-midi du 28 juin 1950 et Osan, Pyongtaek, Cheonan et Daejeon défendus par les Américains tombent début juillet. L'établissement d'un périmètre de défense réduit autour du port de Busan permet de stopper in extremis les forces armées nord-coréennes.

### La contre-attaque victorieuse des forces de l'ONU
Le 15 septembre 1950, les forces des Nations unies contre-attaquent et parviennent à reprendre Incheon et Séoul. Elles s'emparent ensuite de Pyongyang et font refluer les troupes de l'Armée populaire de Corée jusqu'au réservoir de Chosin, position montagneuse située dans la province de Hamgyong du Sud, non loin de la frontière chinoise. La guerre de mouvement paraissait alors terminée. 
Ne voyant d'autre possibilité de retournement du conflit, la Chine communiste diligente l'intervention massive d'une Armée des volontaires du peuple chinois au secours d'une Corée du Nord au territoire singulièrement réduit. Du point de vue chinois, derrière la guerre de Corée, la question centrale demeure Taïwan. Pékin a dû renoncer à la conquête de l'île, toujours aux mains du Kuomintang. Dès le déclenchement du conflit, les États-Unis ont déployé une flotte de guerre dans le détroit de Formose, interdisant son accès aux forces armées chinoises, alors même qu'ils étaient encore prêts, peu auparavant, à abandonner Tchang Kaï-chek. Pour Mao Zedong, cette décision fut perçue comme une invasion de la Chine. L'aide accrue apportée par les Américains à la France dans la guerre d'Indochine et le franchissement du 38e parallèle coréen, qui les rapprocha de la frontière chinoise, furent perçus comme un encerclement. Or Pékin avait prévenu que la Chine pourrait entrer en guerre si les forces de l'ONU franchissaient ce 38e parallèle, avertissement que les États-Unis ont ignoré.

## Déroulement de la bataille du réservoir de Chosin (extrême fin 1950)
La bataille débute le 27 novembre 1950, alors que les températures au Chosin sont très froides en cette période de l'année. Dix-sept jours de bataille acharnée s'ensuivent entre forces des Nations unies, sous commandement du major-général Edward Almond, et forces de la Chine communiste sous commandement de Song Shi-Lun. Encerclées par 67 000 soldats chinois, les forces onusiennes battent en retraite tout en infligeant de lourdes pertes aux forces chinoises sous-équipées notamment pour faire face au froid extrême. L'évacuation du 10e corps (composé de la 1re division de Marines, 3e division d'infanterie et de la 7e division d'infanterie légère) à partir du 8 décembre marque la fin de la bataille et le retrait complet des forces onusiennes de Corée du Nord. La bataille n'est pas jugée décisive par les historiens puisque les troupes américaines ont pu s'enfuir.

## Opération Glory (1954)
Pendant la bataille, les soldats de l'ONU morts au combat sont enterrés dans des cimetières temporaires le long de la route. L'opération Glory est mise sur pied en 1954 pour rendre à chaque camp ses morts ; de juillet à novembre 1954, les restes de 4 167 soldats et Marines américains sont échangés contre 13 528 morts nord-coréens et chinois. En outre, 546 civils de l'ONU ayant péri dans les camps de prisonniers de guerre nord-coréens sont remis au gouvernement sud-coréen.

## Au cinéma
- 2021 : La Bataille du lac Changjin (co-réalisé avec Chen Kaige et Tsui Hark)
- 2022 : Devotion de J. D. Dillard